# Spirorbis lamellosa
Spirorbis lamellosa är en ringmaskart som beskrevs av Savigny in Lamarck 1818. Spirorbis lamellosa ingår i släktet Spirorbis och familjen Serpulidae. Inga underarter finns listade i Catalogue of Life.